# Helmstedter Braunkohlerevier

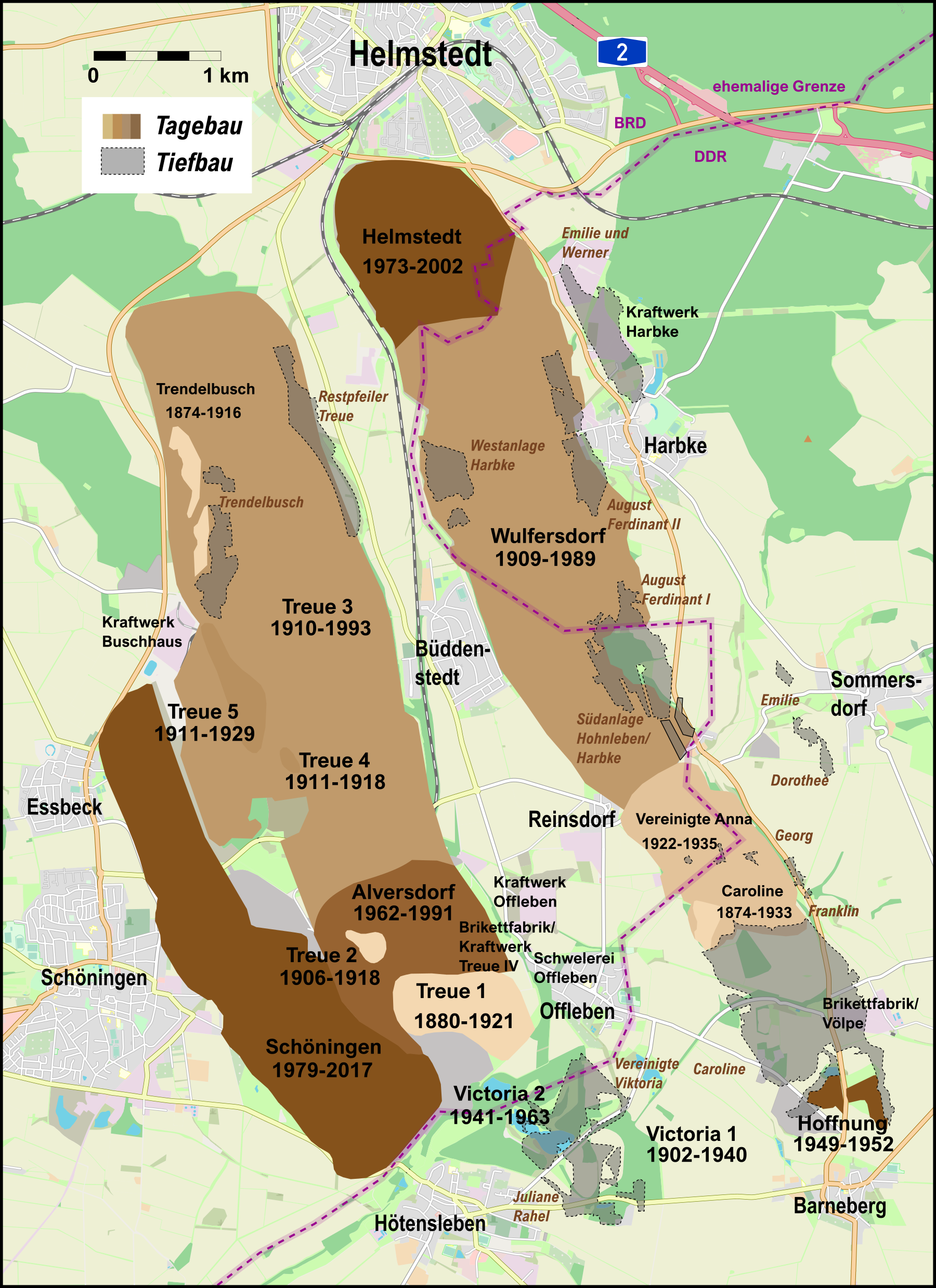
Karte des Helmstedter Reviers

Das Helmstedter Braunkohlerevier (auch Braunschweigisch-Helmstedtisches Revier genannt) ist ein Bergbaurevier südlich von Helmstedt, in dem salzhaltige Braunkohle (Salzkohle) im Tagebauverfahren abgebaut wurde. Von mehreren Tagebauen war zuletzt noch der Tagebau Schöningen-Süd in Betrieb, in dem die Schöninger Speere entdeckt wurden. Die beiden Flöze haben eine Mächtigkeit von zusammen 32 m. Das Helmstedter Revier zählte bis 1945 zum Mitteldeutschen Braunkohlerevier. Am 30. August 2016 wurde der Braunkohlebergbau beendet.

## Geschichte
Die Braunkohle in der Helmstedt-Oschersleber Mulde entstand vor 50 bis 60 Millionen Jahren. 1725 wurde bei Frellstedt die erste Kohle entdeckt. 1795 errichtete der Theologiestudent Johann Koch die erste Helmstedter Kohlengrube. Der Kohleabbau erfolgte unter Tage. 1872 verkaufte der Braunschweiger Herzog Wilhelm seine Braunkohlefelder an ein Bankenkonsortium, aus dem die Braunschweigische Kohlen-Bergwerke AG (BKB) entstand. Sie wurde zum größten Bergbaubetrieb in der Region. Sie wurde später von der PreussenElektra, bzw. nach deren Fusion mit dem Bayernwerk von E.ON übernommen. Ende 2013 spaltete E.ON das Unternehmen, bestehend aus dem Kraftwerk und dem Tagebau Schöningen, ab und verkaufte es an die MIBRAG, die das Unternehmen unter dem Namen Helmstedter Revier GmbH als 100-prozentige Tochter führt.
Das Revier liegt teilweise in Niedersachsen, teilweise in Sachsen-Anhalt (Landkreis Börde). Die Lage an der ehemaligen innerdeutschen Grenze hat in den Jahren der deutsch-deutschen Teilung auch die Geschichte des Reviers entscheidend geprägt und die Auskohlung verzögert.
Am 30. August 2016 wurde die letzte Kohle im Helmstedter Braunkohlerevier gefördert.

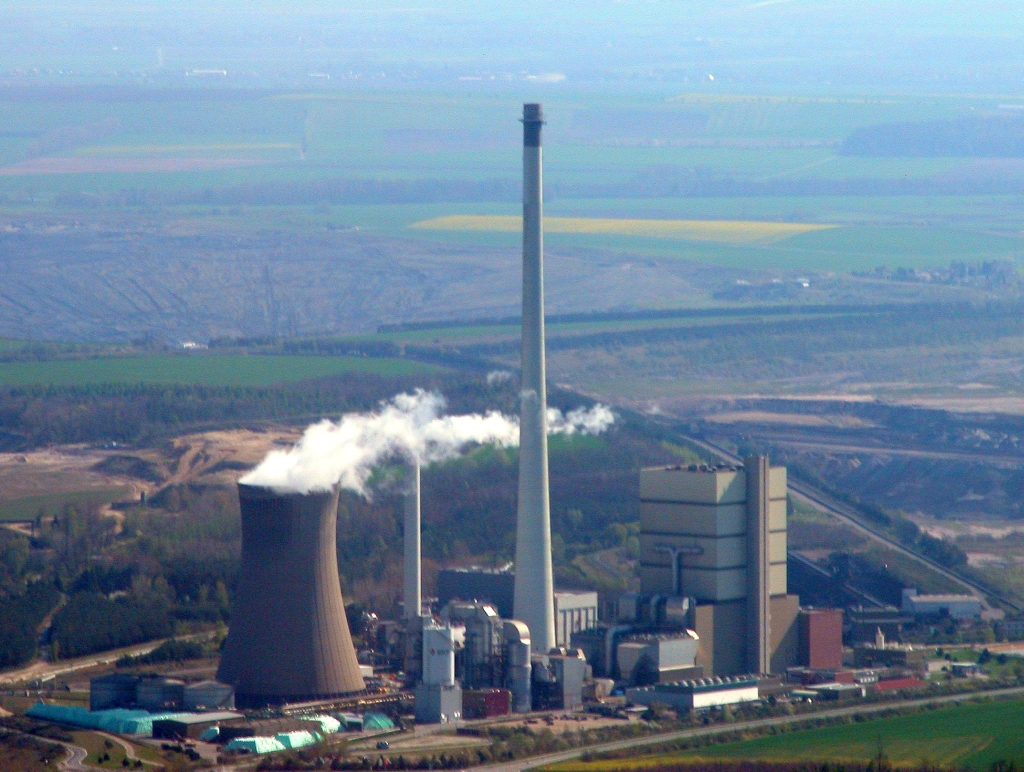
Kraftwerk Buschhaus; rechts im Hintergrund der Tagebau Schöningen
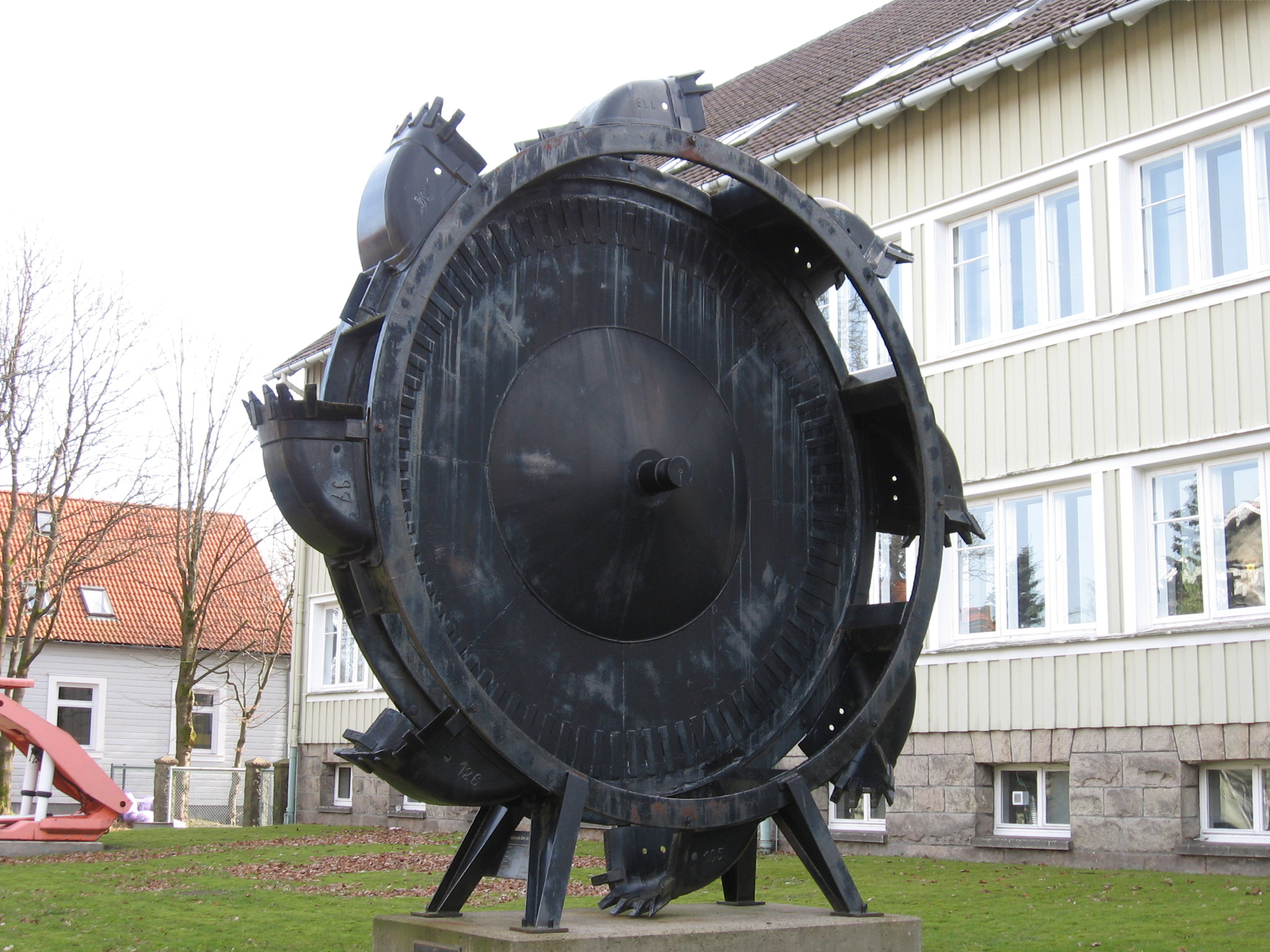
Schaufelrad eines Schaufelradbaggers, der von 1955 bis 1993 in den Tagebauen Helmstedt und Treue eingesetzt war
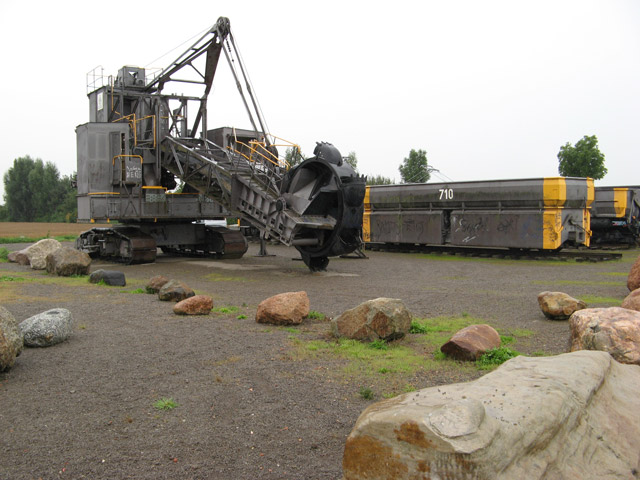
Historischer Schaufelradbagger aus dem Tagebau Schöningen
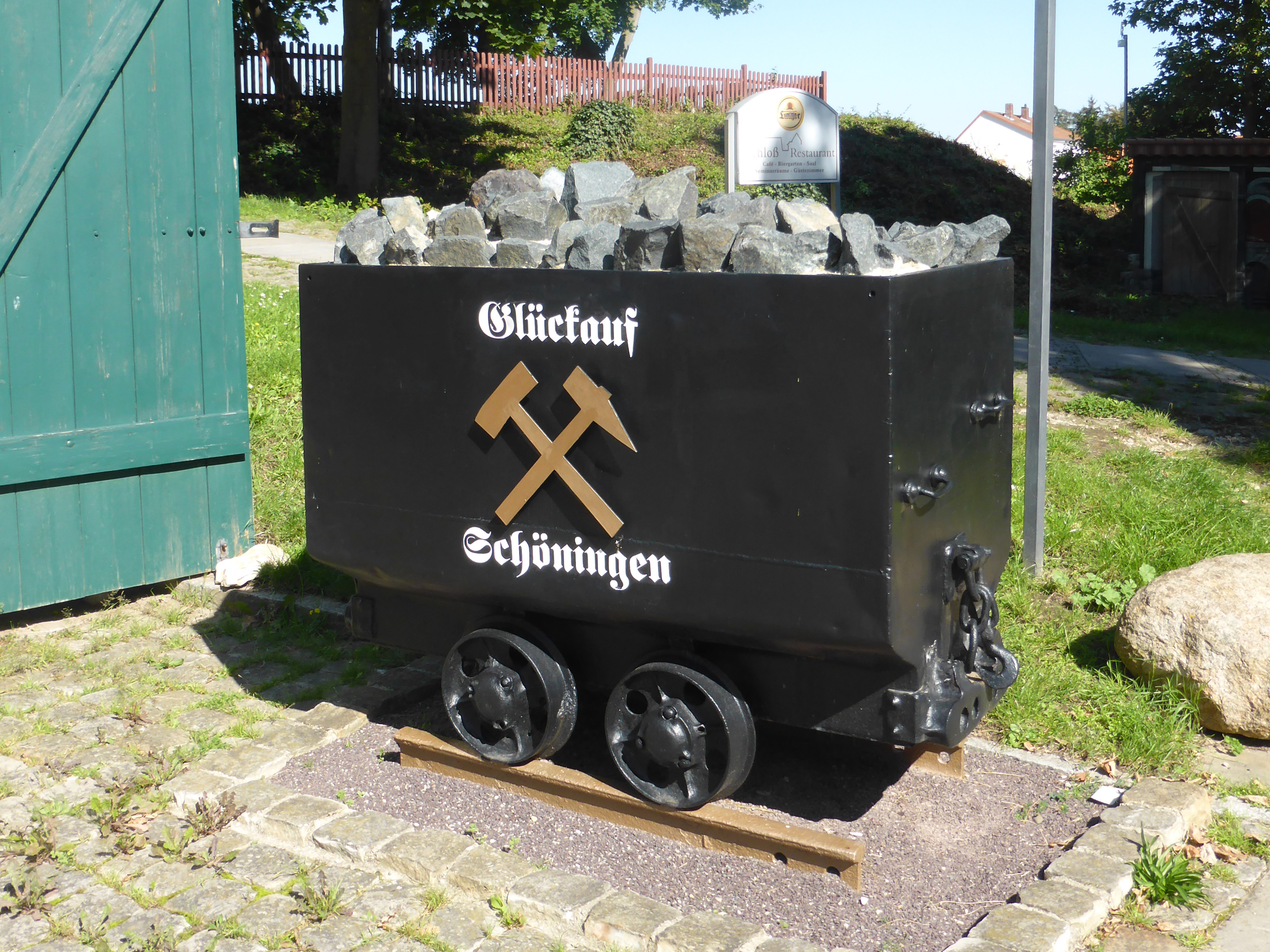
Ein Hunt erinnert in Schöningen an den Bergbau

## Tagebaue
1874 wurde mit „Trendelbusch“ der erste Tagebau in Betrieb genommen. Die Tagebaue und die dazugehörigen Kraftwerke wurden von der BKB betrieben. Mit dem Tagebau Schöningen wurde 2016 der letzte Tagebau stillgelegt.
Im Gebiet dieser Tagebaue befanden sich folgende Ortschaften, die für den Tagebau abgerissen wurden:
Büddenstedt (dafür erfolgte die Neugründung von Neu-Büddenstedt), Alversdorf, Runstedt und Wulfersdorf.
| Tagebau                 | Beginn | Ende | Status                                                              | Lage / Ortschaft                   | Land                         | Förderung (Mio. t) |
| ----------------------- | ------ | ---- | ------------------------------------------------------------------- | ---------------------------------- | ---------------------------- | ------------------ |
| Trendelbusch            | 1874   | 1916 | Stillgelegt, verfüllt                                               | ⊙ nördlich Kraftwerk Buschhaus     | Niedersachsen                | 6,5                |
| Treue                   | 1881   | 1993 | Stillgelegt, verfüllt                                               | ⊙ nördlich Kraftwerk Buschhaus     | Niedersachsen                | 257                |
| Viktoria                | 1902   | 1963 | Stillgelegt, geflutet („Viktoriasee“)                               | ⊙ nordöstlich Hötensleben          | Sachsen-Anhalt               | 22,1               |
| Harbke                  | 1922   | 1926 | Stillgelegt, wurde Teil des Tagebau Wulfersdorf                     | ⊙ westlich Harbke                  | Sachsen-Anhalt               | 2,3                |
| Anna (Nord / Süd)       | 1922   | 1935 | Stillgelegt, geflutet („Anna-See Nord/Süd“)                         | ⊙ nordöstlich Offleben             | Niedersachsen/Sachsen-Anhalt | 9                  |
| Jakobsgrube             | 1926   | 1931 | Stillgelegt, geflutet („Athenslebener Seen“)                        | südwestlich Athensleben (Mitteld.) | Sachsen-Anhalt               | 0,4                |
| Tagebau Wulfersdorf     | 1909   | 1989 | Stillgelegt, teilweise verkippt, Rest wird geflutet („Lappwaldsee“) | ⊙ östlich Neu-Büddenstedt          | Sachsen-Anhalt               | 93,2 1             |
| Alversdorf              | 1962   | 1991 | Stillgelegt, verfüllt                                               | ⊙ westlich Offleben                | Niedersachsen                | 46,3               |
| Helmstedt               | 1973   | 2002 | Stillgelegt, wird bis 2030 geflutet („Lappwaldsee“)                 | ⊙ südlich Helmstedt                | Niedersachsen                | 37                 |
| Schöningen (Nord / Süd) | 1978   | 2016 | Nordfeld verfüllt, Südfeld stillgelegt                              | ⊙ östlich Schöningen               | Niedersachsen                | 57                 |

 1 nur für die Zeiträume 1922–1926 und 1953–1989 ermittelbar.

### Verlorene Orte

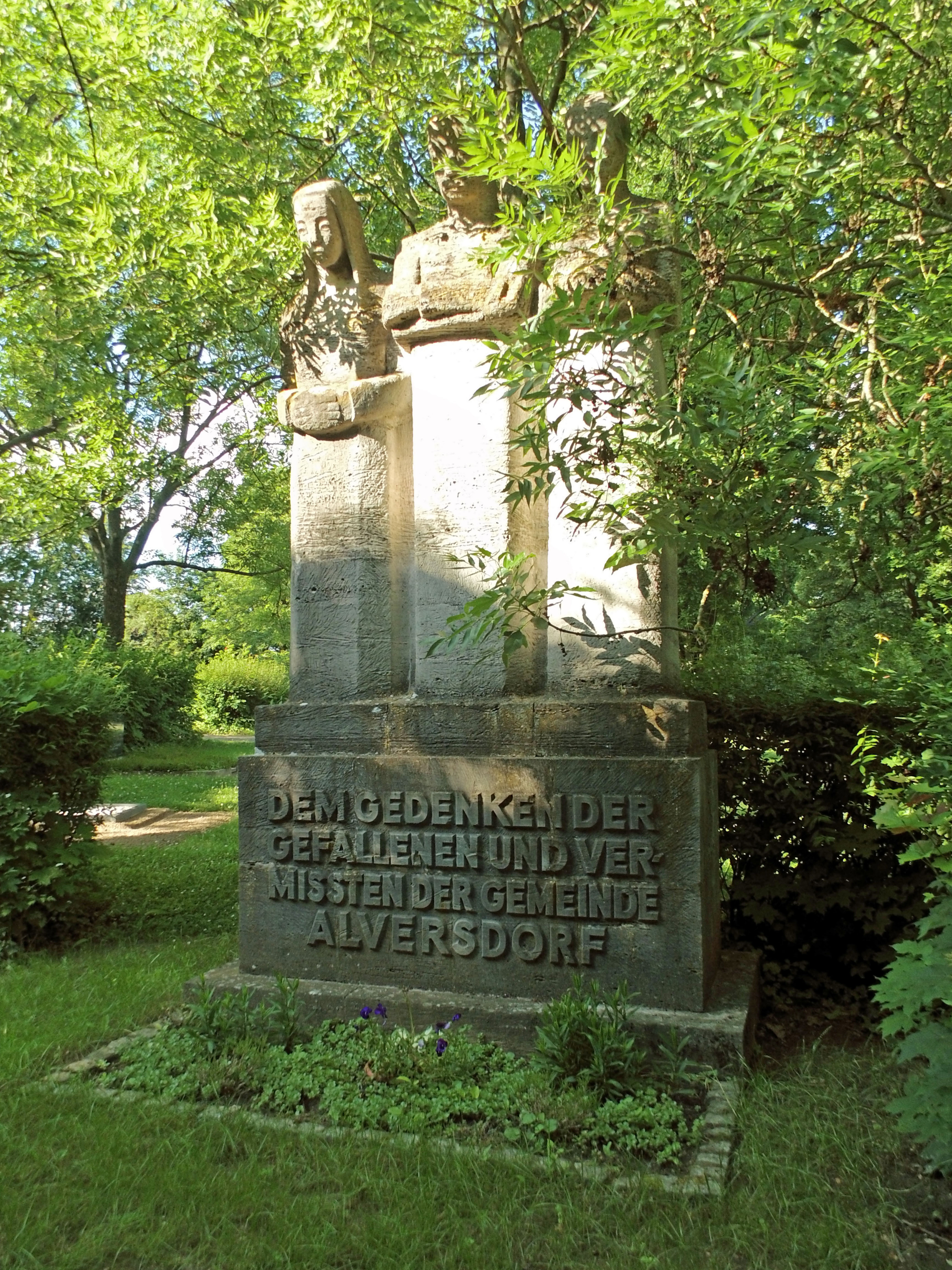
Kriegerdenkmal aus Alversdorf am heutigen Standort in Esbeck

Mit der zunehmenden Industrialisierung der Region durch  große Fabrikanlagen verloren die Ortschaften ihren ländlichen Charakter. Die Aussicht auf einen Arbeitsplatz im Bergbau lockte viele neue Bewohner an und ließ die Gemeinden stark anwachsen. Es wurden Arbeitersiedlungen gebaut, die sich zu „Kohledörfern“ entwickelten. Die BKB kaufte systematisch landwirtschaftliche Betriebe auf und ließ Arbeiterunterkünfte errichten, wie in Schöningen und im „Forstort Buschhaus“ westlich von Büddenstedt. Andere Orte mussten der Kohlegewinnung weichen. Bereits 1935 stand fest, dass Büddenstedt vom Tagebau Treue überbaggert werden würde. Von diesem Zeitpunkt an wurde einen Kilometer ostwärts die Bergmannssiedlung Neu-Büddenstedt auf kohlefreiem Untergrund als Ersatz für den alten Ort errichtet. Nach dem Zweiten Weltkrieg ordnete die britische Militärregierung im September 1946 die weitgehende Räumung von Büddenstedt an, so dass nach dem Abriss die Entwicklung des Tagebaufeldes III des Tagebaus Treue weitergehen konnte.
1942 wurde Wulfersdorf, das zuletzt noch 100 Einwohner zählte, überbaggert. Runstedt, südwestlich von Helmstedt gelegen, wurde zwischen 1961 und 1968 abgebrochen.
Die Siedlung Trendelbusch, ca. einen Kilometer südöstlich von Runstedt gelegen, musste in den 1960er Jahren ebenfalls dem Tagebau Treue weichen. Bereits zu Beginn der 1920er Jahre existierten Planungen, den Ort Alversdorf abzureißen, der sich im Gebiet des Tagebaus Viktoria befand. 1966 begann der Abriss des Dorfes, der sich bis 1974 hinzog. Die letzten verbliebenen 324 Einwohner wurden nach Schöningen umgesiedelt.
Auch Straßen, Bahnlinien und Wasserläufe fielen dem Bergbau zum Opfer. Zwischen 1925 und 1984 wurden insgesamt 11 Straßen mit rund 25 Kilometern Länge gekappt oder verlegt. Außerdem mussten 8 Kilometer Bahnlinie in den Jahren 1942 und 1972 und insgesamt 15 Vorfluter mit einer Gesamtlänge von 30 Kilometern zwischen 1900 und 1984 verlegt werden. 2008 wurde schließlich die Bahnstrecke zwischen Helmstedt und Schöningen zugunsten der Ausweitung des Tagebaus ersatzlos unterbrochen.
| Ort                                      | Jahr      | betroffene Einwohner |
| ---------------------------------------- | --------- | -------------------- |
| Büddenstedt                              | 1935–1947 | 1.600                |
| Wulfersdorf                              | 1942      | 100                  |
| Runstedt inkl. Trendelbusch              | 1961–1968 | 1.300                |
| Alversdorf                               | 1966–1974 | 800                  |
| Schöningen (Siedlung Büddenstedter Str.) | 1980–1984 | 400                  |
| Gesamt:                                  | 1935–1984 | 4.200                |

## Tiefbaue
An den Rändern der Lagerstätte im Helmstedter Revier reicht die Braunkohle teilweise bis dicht unter die Erdoberfläche. Der Hauptteil der Flöze liegt jedoch bedeutend tiefer. Sie fallen zur Muldenmitte hin bis auf eine Tiefe von rund 350 Metern ab. In der oberen Flözgruppe befinden sich die Flöze Treue und Viktoria mit Mächtigkeiten von rund 25 bzw. 12 Metern. Sie reichen bis zu 130 Meter hinab, weshalb in der Anfangszeit mit den damals vorhandenen technischen Möglichkeiten die Kohle zunächst nur im Tiefbau gefördert werden konnte.
Zwischen 1820 und 1925 sind über 50 Millionen Tonnen Kohle im Tiefbau gewonnen worden.
| Name          | Beginn | Ende | Förderung in Mio. t 2 |
| ------------- | ------ | ---- | --------------------- |
| Treue         | 1821   | 1881 | 0,46 3                |
| Prinz Wilhelm | 1821   | 1925 | 12,81 4               |
| Trendelbusch  | 1861   | 1875 | 0,18 5                |
| Emma          | 1866   | 1924 | 0,87 6                |
| Friederike    | 1820   | 1924 | 0,36 7                |
| Gesamt:       | 1820   | 1925 | 14,68                 |

 2 nur Förderung als BKB-Betrieb bekannt.
 3 von 1873 bis 1881.
 4 von 1873 bis 1925.
 5 von 1873 bis 1875.
 6 von 1914 bis 1924.
 7 von 1922 bis 1924.

## Kraftwerke

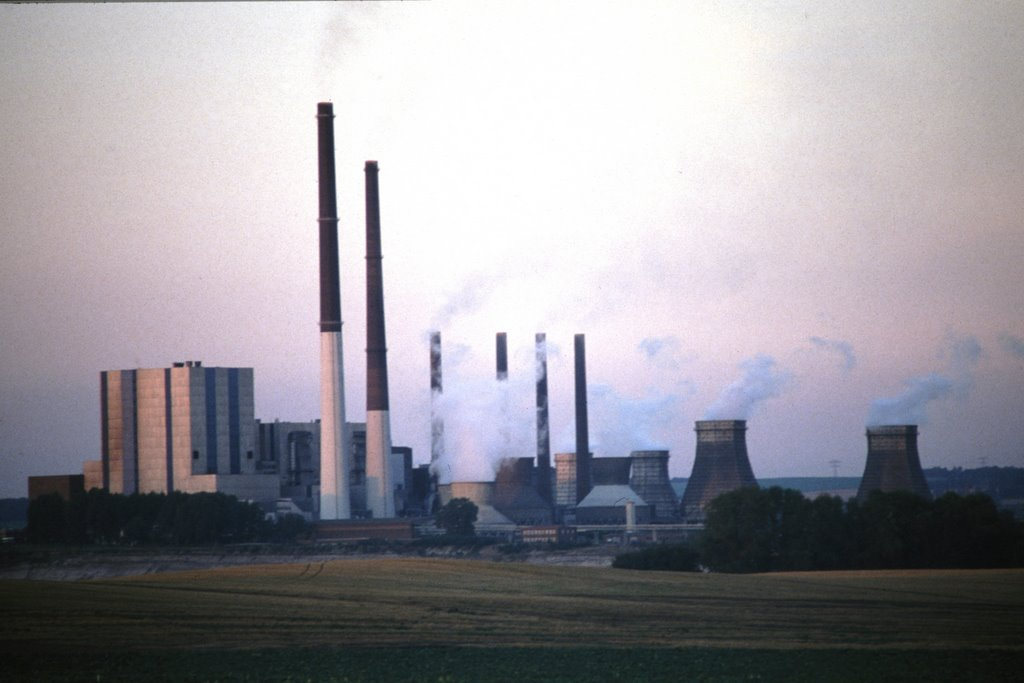
Kraftwerk Offleben (1985). Das größte Kraftwerk im Helmstedter Revier.

1908 wurde mit dem Kraftwerk Treue das erste Kraftwerk in Betrieb genommen. Die Kraftwerke wurden mit der Ausnahme des Kraftwerks Harbke von 1952 bis 1990 von der BKB betrieben. Mit dem Kraftwerk Buschhaus wurde am 30. September 2020 das letzte Kraftwerk endgültig stillgelegt, nachdem es am 1. Oktober 2016 in die Sicherheitsbereitschaft überführt wurde.
| Kraftwerk  | von  | bis  | Status                            | eingespeiste Energie (MWh) |
| ---------- | ---- | ---- | --------------------------------- | -------------------------- |
| Treue      | 1908 | 1974 | stillgelegt, abgerissen           | 3.598.00                   |
| Harbke     | 1910 | 1990 | stillgelegt, teilweise abgerissen | 14.168.000 8               |
| Schöningen | 1913 | 1965 | stillgelegt, abgerissen           | 677.000                    |
| Offleben   | 1954 | 2002 | stillgelegt, bis 2011 abgerissen  | 126.000.000                |
| Buschhaus  | 1985 | 2020 | stillgelegt                       | 58.705.000                 |
| Gesamt:    | 1908 | 2020 |                                   | 199.909.800                |

 8 von 1952 bis 1990 nicht bekannt.

## Brikettfabriken
1880 wurde die Brikettfabrik Viktoria als erste Brikettfabrik in Betrieb genommen. Die Fabriken wurden größtenteils von der BKB betrieben. Ab 1929 hatte sie alle Brikettfabriken im Besitz. 1952 verlor die BKB die Brikettfabrik Bismarck durch die Grenzschließung der DDR. Die Brikettfabrik Bismarck wurde ab 1952 unter dem Namen Brikettfabrik Völpke durch VEB Gustav Sobottka weiter betrieben. Diese war auch die letzte Brikettfabrik im Helmstedter Revier, die 1988 stillgelegt wurde.
| Fabrik       | Laufzeit von | bis  | Status                  | Briketterzeugung (Mio. t) |
| ------------ | ------------ | ---- | ----------------------- | ------------------------- |
| Treue I      | 1887         | 1924 | stillgelegt, abgerissen | 1,9                       |
| Treue II     | 1900         | 1923 | stillgelegt, abgerissen | 2,0                       |
| Treue IV     | 1901         | 1973 | stillgelegt, abgerissen | 48,5                      |
| Treue Gesamt | 1887         | 1973 |                         | 52,4                      |
| Trendelbusch | 1894         | 1959 | stillgelegt, abgerissen | 5,09                      |
| Viktoria     | 1880         | 1922 | stillgelegt, abgerissen | 1,66 9                    |
| Harbke       | 1910         | 1930 | stillgelegt, abgerissen | 0,83 10                   |
| Jacobsgrube  | 1929         | 1931 | stillgelegt, abgerissen | 0,04                      |
| Bismarck     | 1898         | 1988 | stillgelegt, abgerissen | 4,18 11                   |
| Gesamt:      | 1880         | 1988 |                         | 64,2                      |

 9 Erzeugung von 1880 bis 1905 nicht bekannt.
 10 Erzeugung von 1910 bis 1921 nicht bekannt.
 11 Erzeugung von 1898 bis 1921 sowie von 1952 bis 1988 nicht bekannt.

## Schwelwerk Offleben

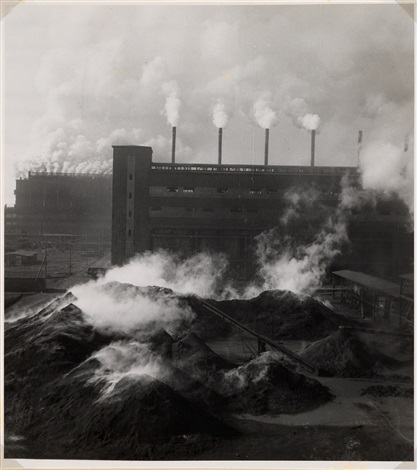
Das Schwelwerk Offleben

Das Schwelwerk Offleben im Helmstedter Revier war von 1936 bis 1967 aktiv. Es wurde primär zur Herstellung von Schwelteer, Schwelkoks, Schwelgas und Rohbenzin verwendet. Ab 1947 kam Heizöl und ab 1950 kam Rohphenol dazu.